# Convolosaurus
Convolosaurus ("družný ještěr") byl rod bazálního (vývojově primitivního) ornitopodního dinosaura, žijícího v období spodní křídy (geologický stupeň apt, asi před 120 miliony let) na území dnešního Texasu v USA. 

## Objev a popis
Fosilie byly objeveny v sedimentech geologického souvrství Twin Mountains na lokalitě Proctor Lake a zahrnují kosterní elementy z 29 jedinců všech vývojových stadií. Fylogenetická analýza ukázala, že šlo o ornitopoda mimo klad Iguanodontia, který byl nicméně vývojově vyspělejší než 80 % ostatních druhů "bazálních" ornitopodů. Spolu se skupinou Iguanodontia Convolosaurus formuje klad, do nějž není zahrnut druh Hypsilophodon foxii. Podle jiné analýzy se jednalo o zástupce čeledi Tenontosauridae a kladu Rhabdodontomorpha. Formálně byl tento druh popsán trojicí paleontologů v březnu roku 2019.